# Jeffrey Wolf
Jeffrey H. Wolf  (* 1946) ist ein US-amerikanischer Filmeditor und Filmregisseur.

## Leben
Seitdem Jeffrey H. Wolf 1986 erstmals den Filmschnitt des Comedy-B-Movies Zeisters eigenverantwortlich durchführte, kann er auf eine fast drei Jahrzehnte umspannende Karriere im B-Movie- und Independent-, Kino- und Fernsehfilm-Bereich und über 30 Arbeiten als Editor zurückschauen, wobei insbesondere die Schnitte zu den Filmen Billy Madison – Ein Chaot zum Verlieben,  Lebenslänglich und zuletzt Die Herrschaft der Schatten hervorstechen. Nachdem er erstmals 1987 bei einer Fernsehfolge von Tales from the Darkside Regie führte, drehte Wolf auch 2003 als Regisseur die Komödie Mail Order Bride und 2008 die Dokumentation James Castle: Portrait of an Artist.

## Filmografie (Auswahl)
- 1984–1987: Tales from the Darkside (Fernsehserie, acht Episoden als Editor, eine Episode als Regisseur)
- 1986: Zeisters
- 1988–1990: Monsters (Fernsehserie, 3 Episoden als Regisseur)
- 1991: McBain
- 1993: Ich & Veronica (Me and Veronica)
- 1993: Who’s the Man?
- 1994: No Panic – Gute Geiseln sind selten (The Ref)
- 1995: Billy Madison – Ein Chaot zum Verlieben (Billy Madison)
- 1996: Beautiful Girls
- 1997: In letzter Konsequenz (Julian Po)
- 1998: Monument Ave. (Snitch)
- 1999: Lebenslänglich (Life)
- 2001: Eis kalt (Out Cold)
- 2003: Das Geheimnis von Green Lake (Holes)
- 2003: Mail Order Bride
- 2004: A Dirty Shame
- 2005: Cool & Fool – Mein Partner mit der großen Schnauze (The Man)
- 2008: First Sunday
- 2008: James Castle: Portrait of an Artist
- 2008: Lake City
- 2010: Die Herrschaft der Schatten (Vanishing on 7th Street)
- 2011: Downtown Express
- 2012: Die Hochzeit unserer dicksten Freundin (Bachelorette)
- 2013: Scheidungsschaden inklusive (A.C.O.D.)
- 2014: Das Glück an meiner Seite (You’re Not You)
- 2017: Cool Girls (The Outcasts)
- 2023: Best. Christmas. Ever!